# Viktor Eisenbach
Viktor Eisenbach-Wottitz (gelegentliche Schreibweise auch Victor Eisenbach; * 1. Jänner 1898 als Johann Victor Pfleger in Wien; † 27. August 1974 in Schwarzach im Pongau) war ein österreichischer Aufnahmeleiter beim deutschen und österreichischen Film, mit seltenen Ausflügen zum Kabarett sowie zur Produktionsleitung und Filmproduktion.

## Leben und Wirken
Der gebürtige Wiener war ein Sohn der Sängerin und Schauspielerin Mizzi Telmont (Maria Pfleger). Nach deren Heirat mit dem Kabarettisten, Groteskkomiker und Stummfilmschauspieler Heinrich Eisenbach wurde er von diesem adoptiert. Viktor Eisenbachs Onkel Joe May hatte in Berlin als Stummfilmregisseur Karriere gemacht, sodass Eisenbach 1926 dort frühe filmische Jobs als Aufnahmeleiter bei mindestens zwei May-Produktionen (Derby und Staatsanwalt Jordan) erhielt. In dieser untergeordneten Funktion nahm Eisenbach seit Anbruch des Tonfilmzeitalters auch an der Herstellung von deutschen Filmklassikern teil, so etwa 1930 an Der blaue Engel und Liebling der Götter, 1939/41 an dem ersten abendfüllenden deutschen Farbfilm Frauen sind doch bessere Diplomaten und 1944 an Helmut Käutners Unter den Brücken, einem Spätwerk des „poetischen Realismus“.
Bei Kriegsende kehrte Viktor Eisenbach ins wiedererstandene Österreich heim und überbrückte die kommenden filmlosen Jahre ganz in der Tradition seines Vaters mit Auftritten am Kabarett. So war er beispielsweise am 19. Jänner 1946 in der Premiere des Salzburger Kabaretts „Bei Fred Kraus“ mit dem Programm Das spricht Bände von Aldo Pinelli zu sehen. Seit den 1950er Jahren in der Bezirkshauptstadt Zell am See wohnhaft, wurde Viktor Eisenbach vor allem mit der Aufnahmeleitung heimischer und deutscher Heimatfilme und Lustspiele betraut. Aufstiegsmöglichkeiten zur Produktionsleitung oder gar Filmproduktion wurden ihm kaum angeboten. Nach seinem letzten Film als Aufnahmeleiter für seinen letzten Arbeitgeber Piran-Film (Wenn man baden geht auf Teneriffa, 1964) setzte sich Eisenbach zur Ruhe.
Viktor Eisenbach war zunächst mit Franziska Singer und ab 1954 mit Edith Casna verheiratet. Er starb 1974 im Kardinal-Schwarzenberg-Krankenhaus in Schwarzach im Pongau.

## Filmografie (Auswahl)
- 1941: Tanz mit dem Kaiser (Produktionsleitung)
- 1951: Weiße Schatten (Produktionsleitung)
- 1954: Der erste Kuß (Co-Produktionsleitung)
- 1962: Hochzeit am Neusiedlersee (Produktion)
- 1963: Apartment-Zauber (Produktion)
- 1963: Erotikon – Karussell der Leidenschaften (Produktionsleitung)